# Musée islamique du Caire

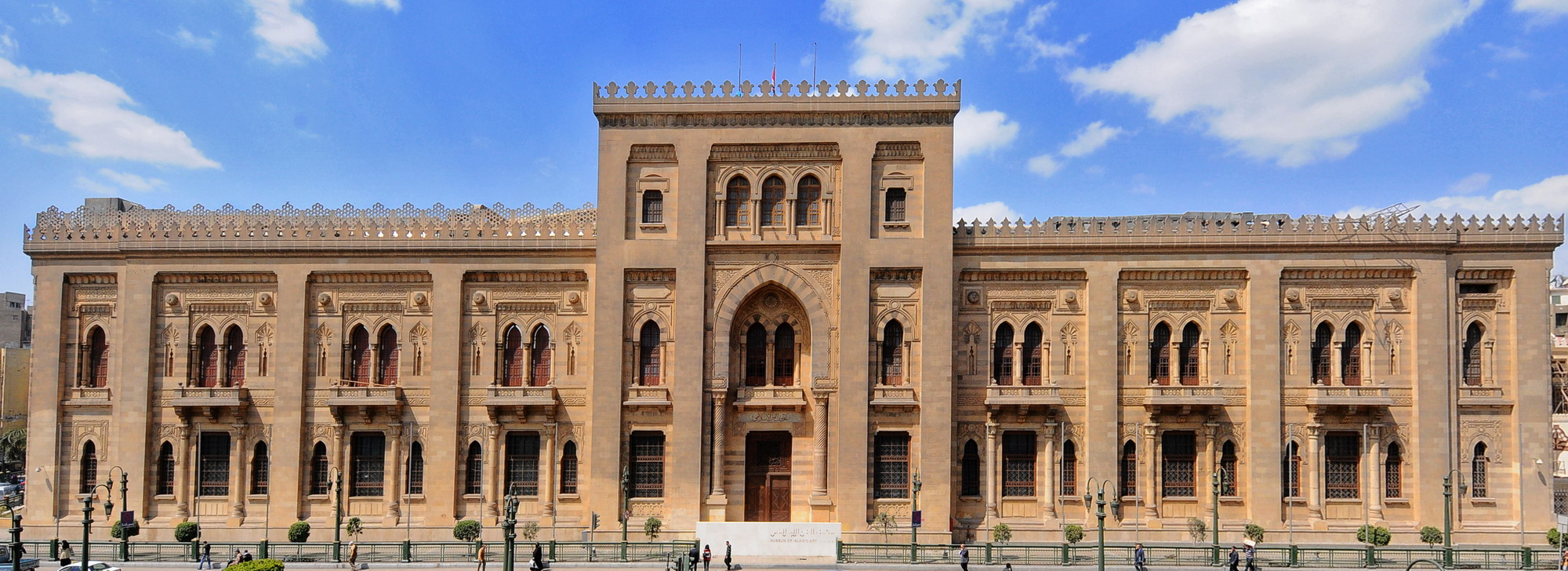
Façade du musée islamique

Inauguré en 1903, le musée islamique du Caire abrite l’une des plus importantes collections d’art islamique du monde avec des collections datant du VIIe jusqu’à la fin du XIXe siècle provenant d’Égypte et des pays arabes mais aussi d’autres pays où l’empreinte islamique fut profonde.
L'art islamique a changé avec les périodes de règne. Cette évolution a commencé à partir de la période fatimide. Les exemples d'architecture de la période fatimide sont la mosquée Al-Azhar et la mosquée de Amr Allah. De cette période, on peut trouver une collection de panneaux en bois, qui sont les seules pièces restantes du palais occidental du palais d'Al Kahira.
La période suivante était celle des Ayyoubides, et la citadelle en est le meilleur exemple. De la période ayyoubide on peut trouver le cercueil en bois admirablement découpé d'Al Hussein et des candélabres en laiton finement martelé.
Le mausolée du sultan Al Mansour Qalawon symbolise la période mamelouke. De la période mamelouke il y a une collection de lampes de mosquée en émaux ainsi que des marqueteries de métal, de bois et de marbre sur des meubles et divers objets. Les boîtes du Quran qui ont appartenu au Sultan Shaaban sont de vrais objets d'art représentant l'ouvrage méticuleux.
La mosquée de Méhémet Ali a incarné la période ottomane. Les beaux tapis iraniens et turcs sont simplement en trompe-l’œil. La cour contient une belle fontaine du XIXe siècle provenant de l'île de Roda.
Au terme de la rénovation conduite depuis 2006, le nouveau musée a été officiellement inauguré le 14 août 2010 par le président  Hosni Moubarak en compagnie de plusieurs ministres, parmi lesquels celui de la culture Farouk Hosni, ainsi que le chef des antiquités égyptiennes Zahi Hawass. Quelque 2 500 pièces de grande valeur artistique ou historique, sélectionnées parmi un fonds de 100 000 objets, sont exposées dans 25 salles. Le public a dû attendre le mois de septembre pour y avoir accès.